# Bank Szwedzki

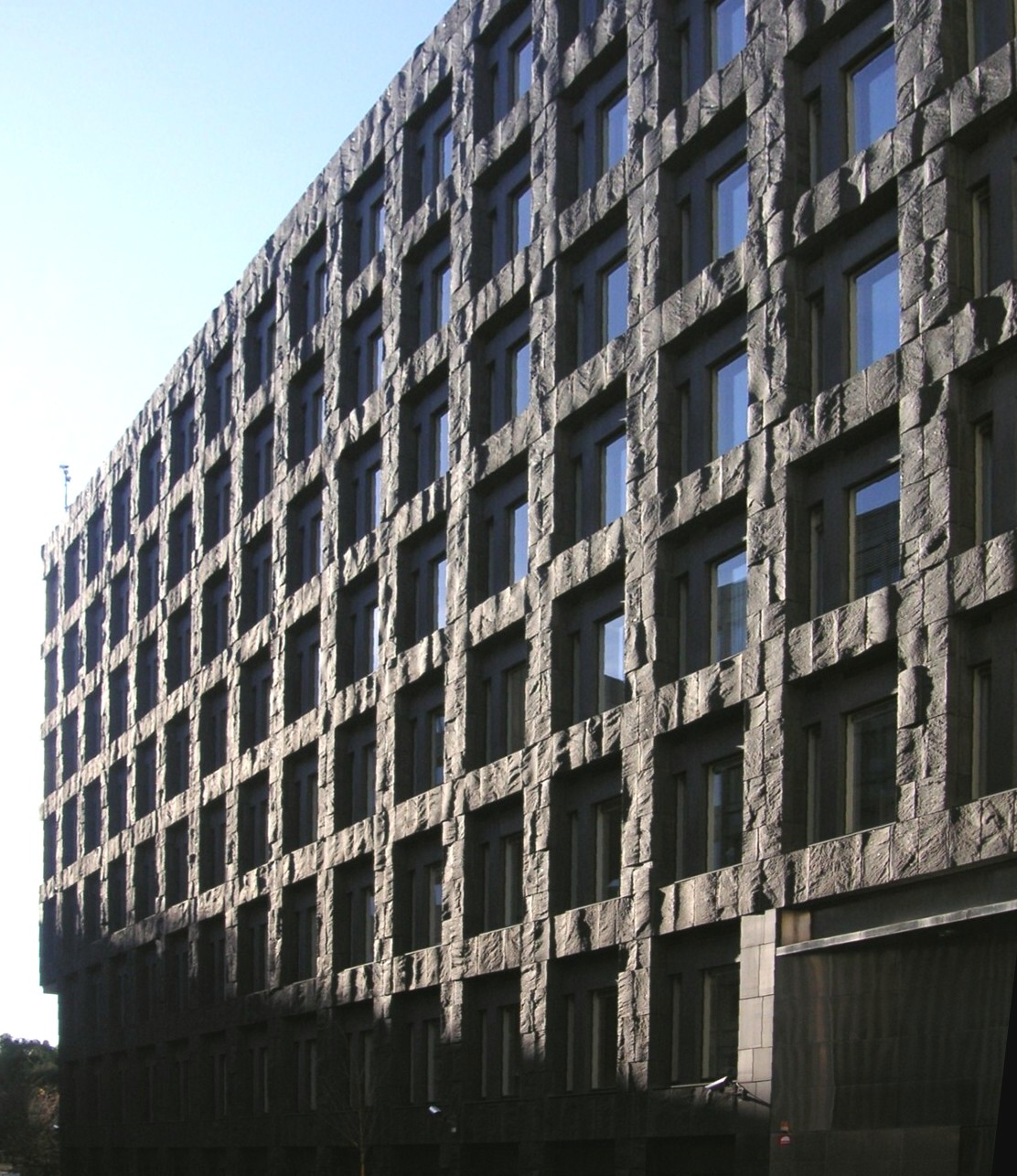
Budynek Banku Szwedzkiego

Bank Szwedzki (szw. Sveriges riksbank) – szwedzki bank centralny z siedzibą w Sztokholmie.

## Opis
Jest najstarszym bankiem centralnym na świecie. Powstał w 1668 roku z polecenia parlamentu na bazie Stockholm Banco, który z kolei został założony w 1656 roku z inicjatywy Johana Palmstrucha. Stockholm Banco był pierwszym bankiem w Europie, który zaczął emitować banknoty.
Od 1969 roku bank jest fundatorem Nagrody im. Alfreda Nobla w dziedzinie ekonomii.